# Jean-Yves Duclos
Pour les articles homonymes, voir Duclos.
 Jean-Yves Duclos, né en 1965 à Québec, est un économiste, professeur d'université et homme politique canadien.
Il est le député libéral à la Chambre des communes du Canada de la circonscription de Québec de 2015 à 2025 et de Québec-Centre depuis 2025.
De 2015 à 2019, il est ministre de la Famille, des Enfants et du Développement social avant de devenir président du Conseil du Trésor de 2019 à 2021 et ministre de la Santé de 2021 à 2023. Puis, il est ministre des Services publics et de l'Approvisionnement de 2023 à 2025 dans le gouvernement de Justin Trudeau. Il est lieutenant du Québec de ce même gouvernement de septembre 2024 à mars 2025.

## Biographie

### Carrière académique
Né en 1965 à Québec, Jean-Yves Duclos étudie au niveau collégial au Petit séminaire de Québec, puis fréquente l'Université d'Ottawa pendant un an. Il obtient par la suite à l'Université de l'Alberta un baccalauréat en économie, suivi d'études supérieures et d'un doctorat en économie à la London School of Economics, obtenu en 1992. Il entre comme professeur adjoint au Département d'économique de l'Université Laval en 1993 et devient professeur titulaire en 2003. De 2012 à 2015, il est directeur du Département d'économique et est titulaire depuis 2014 de la Chaire de recherche Industrielle Alliance sur les enjeux économiques des changements démographiques. En mai 2015, peu avant son élection à la Chambre des communes, Jean-Yves Duclos est élu président de l'Association canadienne d'économique (en). Il est reçu membre (en anglais : fellow) de la Société royale du Canada en 2014.

### Carrière politique

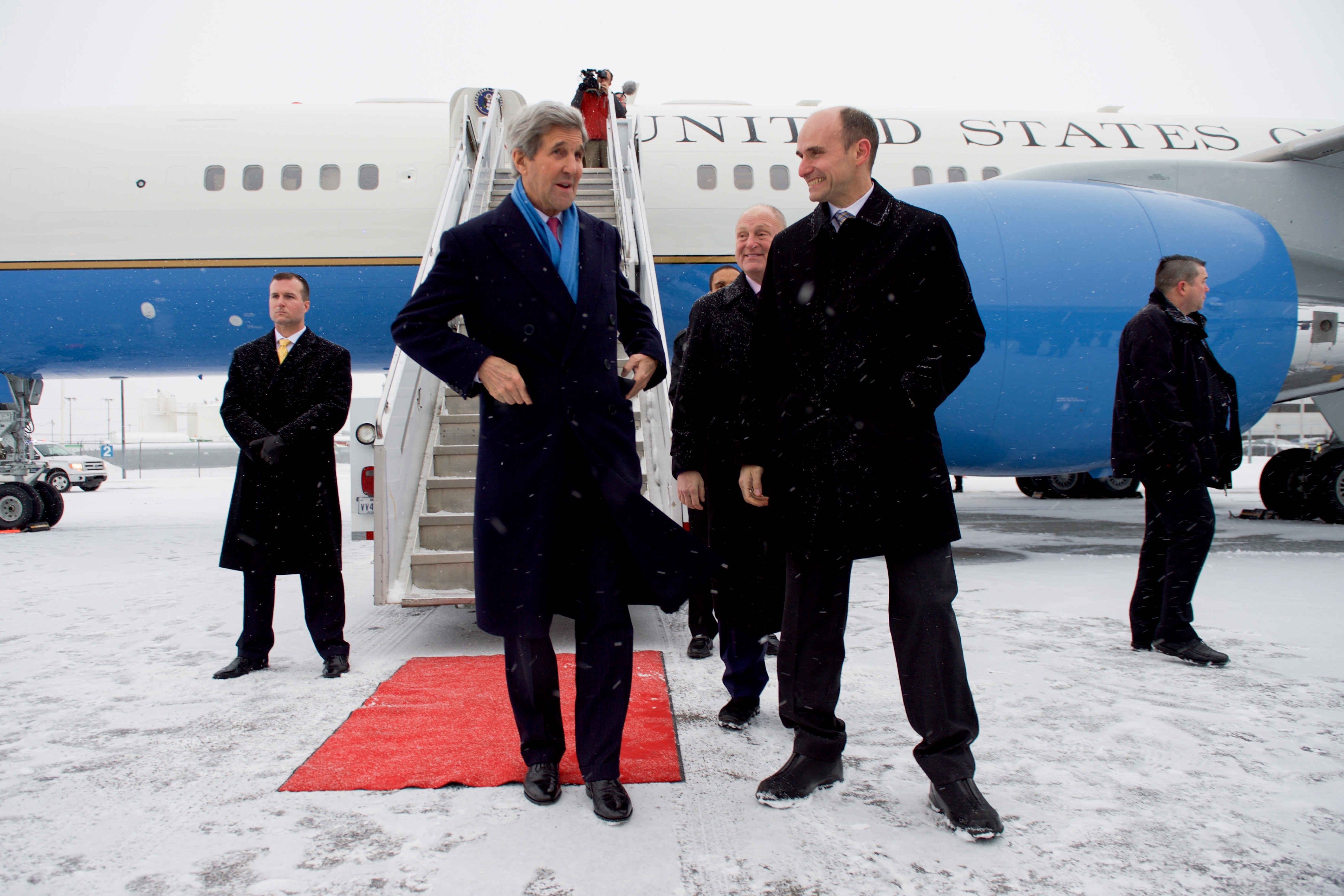
Duclos accueillant le secrétaire d'État des États-Unis John Kerry à Québec, en 2016.

En avril 2015, Jean-Yves Duclos est choisi candidat du Parti libéral du Canada dans la circonscription fédérale de Québec. Il est alors considéré comme un candidat-vedette pour son parti. Lors des élections fédérales, il est élu avec 29 % des voix dans une lutte à quatre serrée, devançant de peu la députée sortante Annick Papillon. Il est ainsi le premier libéral élu pour représenter la circonscription depuis Gilles Lamontagne en 1980.
Lors de l'assermentation du nouveau cabinet le 4 novembre 2015, il est nommé ministre de la Famille, des Enfants et du Développement social. Jean-Yves Duclos fait partie, depuis cette date, des comités ministériels ou comités du cabinet, suivants :
- Comité du Cabinet chargé du programme gouvernemental, des résultats et des communications (comité des priorités) : membre
- Conseil du trésor : membre
- Comité du Cabinet chargé de la croissance inclusive, de l’égalité des opportunités, et de l’innovation : vice-président
- Comité du Cabinet chargé de la diversité et de l’inclusion : membre

Après sa réélection lors des élections générales de 2021, il est nommé ministre de la Santé dans le gouvernement de Justin Trudeau le 26 octobre 2021.
Deux ans plus tard, le 26 juillet 2023, il change de responsabilités en étant nommé ministre des Services publics et de l'Approvisionnement lors d'un nouveau remaniement effectué par Justin Trudeau.
Le 19 septembre 2024, il devient le lieutenant du Québec à la suite de la démission de Pablo Rodriguez. Il conserve ce poste jusqu'à la fin du gouvernement Trudeau en mars 2025. 
Le 14 mars 2025, il quitte le gouvernement après ne pas avoir été reconduit dans ses fonctions par le nouveau premier ministre Mark Carney. Il est réélu pour un nouveau mandat de député lors des élections fédérales du 28 avril, alors que sa circonscription, renommée Québec-Centre, est la seule du pays sans candidat du Parti conservateur du Canada,.

## Publications
Jean-Yves Duclos publie, seul ou en collaboration, de nombreux articles dans des revues scientifiques à comité de lecture. Ces articles portent sur des sujets entrant dans les catégories suivantes :
- politiques publiques,
- pauvreté et bien-être,
- justice sociale, progressivité et équité,
- dominance stochastique[pas clair] et inférence statistique[2].

Il collabore également à plusieurs livres et autres écrits et prononce plusieurs discours lors de conférences. Duclos participe ainsi à de nombreux colloques et congrès.